# كيث هولاند
كيث هولاند (بالإنجليزية: Keith Holland)‏ هو سائق سباق بريطاني، ولد في 6 ديسمبر 1935 في ميدستون في المملكة المتحدة.